# SMIM18
SMIM18 (англ. Small integral membrane protein 18) – білок, який кодується однойменним геном, розташованим у людей на 8-й хромосомі. Довжина поліпептидного ланцюга білка становить 95 амінокислот, а молекулярна маса — 11 088.
| 10         |  | 20         |  | 30         |  | 40         |  | 50         |
| ---------- |  | ---------- |  | ---------- |  | ---------- |  | ---------- |
| MASSHWNETT |  | TSVYQYLGFQ |  | VQKIYPFHDN |  | WNTACFVILL |  | LFIFTVVSLV |
| VLAFLYEVLD |  | CCCCVKNKTV |  | KDLKSEPNPL |  | RSMMDNIRKR |  | ETEVV      |

A: Аланін

C: Цистеїн

D: Аспарагінова кислота

E: Глутамінова кислота

F: Фенілаланін

G: Гліцин

H: Гістидин

I: Ізолейцин

K: Лізин

L: Лейцин

M: Метіонін

N: Аспарагін

P: Пролін

Q: Глутамін

R: Аргінін

S: Серин

T: Треонін

V: Валін

W: Триптофан

Локалізований у мембрані.